# نادي كليرمون
نادي كليرمون (بالفرنسية: Clermont Université Club)‏ كان نادي رياضي فرنسي عرف بفريق كرة السلة للسيدات. تأسس في سنة 1964 يقع مقره في كليرمون فيران. تم حله في سنة 1964.

## الإنجازات
- 13 الدوري الفرنسي لكرة السلة للسيدات (1968 — 1979، 1981) [1]